# Megachoriolaus
Megachoriolaus är ett släkte av skalbaggar. Megachoriolaus ingår i familjen långhorningar.
Kladogram enligt Catalogue of Life:
| Megachoriolaus | \| \| Megachoriolaus atripennis \| \| \| \| \| \| Megachoriolaus bicolor \| \| \| \| \| \| Megachoriolaus chemsaki \| \| \| \| \| \| Megachoriolaus clarkei \| \| \| \| \| \| Megachoriolaus cruentus \| \| \| \| \| \| Megachoriolaus flammatus \| \| \| \| \| \| Megachoriolaus ignitus \| \| \| \| \| \| Megachoriolaus imitatrix \| \| \| \| \| \| Megachoriolaus lineaticollis \| \| \| \| \| \| Megachoriolaus nigricollis \| \| \| \| \| \| Megachoriolaus patricia \| \| \| \| \| \| Megachoriolaus spiniferus \| \| \| \| \| \| Megachoriolaus texanus \| \| \| \| \| \| Megachoriolaus unicolor \| \| \| \| \| \| Megachoriolaus venustus \| \| \| \| \| \| Megachoriolaus yucatanus \| \| \| \| |
|                | \| \| Megachoriolaus atripennis \| \| \| \| \| \| Megachoriolaus bicolor \| \| \| \| \| \| Megachoriolaus chemsaki \| \| \| \| \| \| Megachoriolaus clarkei \| \| \| \| \| \| Megachoriolaus cruentus \| \| \| \| \| \| Megachoriolaus flammatus \| \| \| \| \| \| Megachoriolaus ignitus \| \| \| \| \| \| Megachoriolaus imitatrix \| \| \| \| \| \| Megachoriolaus lineaticollis \| \| \| \| \| \| Megachoriolaus nigricollis \| \| \| \| \| \| Megachoriolaus patricia \| \| \| \| \| \| Megachoriolaus spiniferus \| \| \| \| \| \| Megachoriolaus texanus \| \| \| \| \| \| Megachoriolaus unicolor \| \| \| \| \| \| Megachoriolaus venustus \| \| \| \| \| \| Megachoriolaus yucatanus \| \| \| \| |
|                | Megachoriolaus atripennis |
|                | |
|                | Megachoriolaus bicolor |
|                | |
|                | Megachoriolaus chemsaki |
|                | |
|                | Megachoriolaus clarkei |
|                | |
|                | Megachoriolaus cruentus |
|                | |
|                | Megachoriolaus flammatus |
|                | |
|                | Megachoriolaus ignitus |
|                | |
|                | Megachoriolaus imitatrix |
|                | |
|                | Megachoriolaus lineaticollis |
|                | |
|                | Megachoriolaus nigricollis |
|                | |
|                | Megachoriolaus patricia |
|                | |
|                | Megachoriolaus spiniferus |
|                | |
|                | Megachoriolaus texanus |
|                | |
|                | Megachoriolaus unicolor |
|                | |
|                | Megachoriolaus venustus |
|                | |
|                | Megachoriolaus yucatanus |
|                | |